# فابيو ألفيس
فابيو ألفيس (16 مارس 1985 في البرازيل - ) هو لاعب كرة قدم برازيلي في مركز الدفاع. شارك مع منتخب البرازيل لكرة القدم. أما مع النوادي، فقد لعب مع سيدني إف سي وفيلادلفيا يونيون ونادي بونتي بريتا ونادي فلامنغو ونادي كريسيوما ونادي كوريتيبا ونادي ملبورن فيكتوري ونيولز أولد بويز ونادي بايساندو ‏ ونادي لوندرينا وJ. Malucelli Futebol ‏ وMixto Esporte Clube ‏ ونادي فولتا ريدوندا.

## وصلات خارجية
- فابيو ألفيس على موقع الدوري الأمريكي (الإنجليزية)
- فابيو ألفيس على موقع إي إس بي إن إف سي (الإنجليزية)
- فابيو ألفيس على موقع قاعدة بيانات كرة القدم.إي يو (الإنجليزية)
- فابيو ألفيس على موقع Soccerway.com (الإنجليزية)
- فابيو ألفيس على موقع AS.com (الإسبانية)